# Hof ten Berge (Sint-Katherina-Lombeek)
De hoeve Hof ten Berge  is een oude historisch relevante gesloten hoeve aan de Vianestraat in Sint-Katherina-Lombeek, een deelgemeente van Ternat.

## Geschiedenis

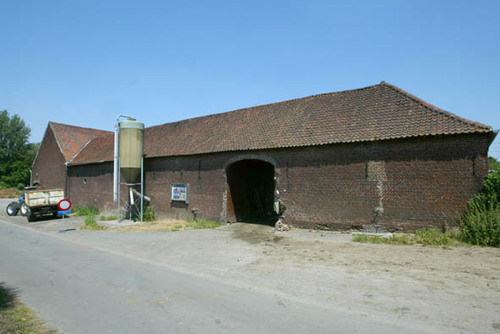

De hoeve Hof te Berge heeft voorgevelankers die het jaar 1775 vormen.  Er kan van worden uitgegaan dat dit het bouwjaar van de hoeve is.  Zij is vooral gekend door pachter-burgemeester Philip Caudron, een van de grote pachters van Sint-Katherina-Lombeek.

## Bouwkundige beschrijving van de hoeve
Hoeve Hof ten berge is een ruime gesloten hoeve met gebouwen uit de 18de en 19de eeuw gegroepeerd rondom de geplaveide binnenplaats. De gebouwen zijn opgetrokken in baksteen. De hoeve heeft een bakstenen rondboog inrijpoort in de dienstvleugel aan de straatkant. Ertegenover staat een éénlaags boerenhuis van zeven traveeën met zadeldak met dakpannen op geprofileerde daklijstbalkjes. De voorgevel met gecementeerde plint is voorzien van een rechthoekige deuromlijsting van arduin (19de eeuw) en aangepaste vensters met nieuwe boven- en onderdorpels van arduin, maar met de oorspronkelijke zandstenen stijlen met kwartholle neg, negblokken en bakstenen ontlastingsboog. De achtergevel is geritmeerd door vierkante venstertjes met luiken, zandstenen omlijstingen en negblokken. Er is een gelijkaardige deur met nieuwe latei. De zijgevels zijn uitgevoerd met vlechtingen en aandak. Verder bestaat de hoeve nog uit een L-vormige stalvleugel van baksteen met doorlopend zadeldak (pannen), uit de 19de eeuw; enkele staldeuren behouden oudere zandstenen posten met negblokken. En er is nog een langsschuur met zadeldak (pannen) uit de 19de eeuw.

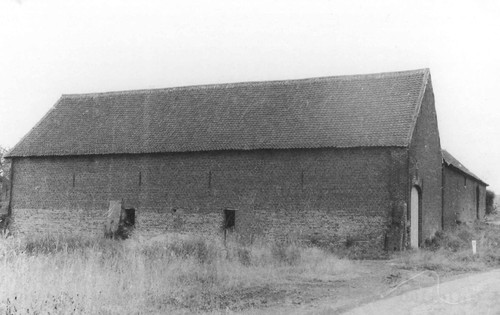
Hof ten berge zijzicht

## Hof ten Berge als cultureel erfgoed
Hof ten Berge is aangeduid als vastgesteld bouwkundig erfgoed, die geldig is sinds 8 oktober 2021.